# Khiamiense

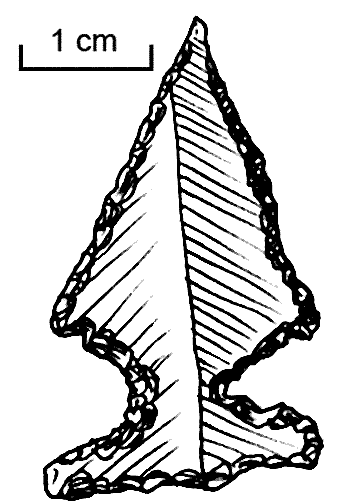
Punta de flecha del Khiam.

El khiamiense (también conocido como El Khiam o El-Khiam) es un periodo del Neolítico en Oriente Próximo, que marca la transición entre el natufiense y el neolítico precerámico A. Algunas fuentes lo datan entre 10000-9500 a. C. En la actualidad, se ha ajustado al 10200 y 8800 a. C., según la cronología ASPRO.
El khiamiense debe de su nombre al lugar de El Khiam, situado a la orilla del mar Muerto, donde los investigadores han recuperado antiguas puntas de flecha de sílex con dos escotaduras próximas a la base, conocidas con el nombre de «puntas de Khiam». Han servido para identificar los lugares de este periodo, que se encuentran en las actuales Cisjordania, Israel-Palestina, Azraq (Jordania), Abu Madi
en el Sinaí, y hacia el norte hasta Mureybet, a orillas del Éufrates.
Aparte de la aparición de las puntas de flecha del Khiam, el khiamiense se sitúa a continuación del natufiense, sin grandes innovaciones técnicas. Las primeras casas fueron construidas a nivel del suelo, y no por debajo como se había hecho anteriormente. Por otra parte, los grupos humanos de la cultura del Khiam eran cazadores recolectores y la agricultura en aquel momento era todavía bastante precaria, según las pruebas arqueológicas de este periodo. Descubrimientos recientes muestran que en el Oriente Próximo y Anatolia se empezaron a hacer pruebas con la agricultura hacia el 10.900 a. C.  y que ya podría haberse sido experimentando con el procesamiento del grano salvaje en torno al 19.000 a. C. en Ohalo II.
El khiamiense también presenta cambios en los aspectos simbólicos de la cultura, como lo demuestra la aparición de pequeñas estatuillas femeninas, así como por el enterramiento de cráneos de uro. Según Jacques Cauvin, fue el comienzo de la adoración de la mujer y el toro, como se evidencia en los siguientes periodos del neolítico del Próximo Oriente.